# Eaton Award
Der J. Lloyd Eaton Memorial Award, meist kurz als Eaton Award bezeichnet, ist ein amerikanischer Literaturpreis, der seit 1977 für kritische und literaturwissenschaftliche Arbeiten aus dem Bereich Science-Fiction verliehen wird. Er soll das Andenken von J. Lloyd Eaton ehren, einem Sammler von Science-Fiction, dessen Bibliothek von 7.500 Bänden 1969 von der Bibliothek der University of California in Riverside erworben wurde und den Grundstock der Eaton Collection bildet, die mit inzwischen über 300.000 Bänden die größte öffentlich zugängliche Science-Fiction-Sammlung ist. Im Rahmen der Aufarbeitung und Katalogisierung der Bestände initiierte der damalige Kurator George Slusser eine jährlich stattfindende Konferenz, in deren Zentrum die Sammlung und die wissenschaftliche Beschäftigung mit Science-Fiction stehen sollte. Bei dieser J. Lloyd Eaton Conference on Science Fiction and Fantasy Literature wurde der Preis 1977 erstmals für ein Einzelwerk vergeben.
Bis 2001 wurden in der Regel Preise für Einzelwerke vergeben, mit Ausnahme der Auszeichnung von James Gunn 1982 für sein Lebenswerk und der Vergabe eines Grand Master Awards 1995 an John Clute und Peter Nicholls, die ursprünglichen Herausgeber der Encyclopedia of Science Fiction.
In den Jahren von 2002 bis 2007 wurde der Preis nicht vergeben, ab 2008 dann erneut als Auszeichnung für das Lebenswerk.

## Preisträger
Auszeichnungen für das Lebenswerk
- 2013: Ray Harryhausen; Stan Lee
- 2012: Ursula K. Le Guin
- 2011: Harlan Ellison
- 2010: Samuel R. Delany
- 2009: Frederik Pohl
- 2008: Ray Bradbury
- 1982: James Gunn

Grand Master Award
- 1995: John Clute & Peter Nicholls

Auszeichnungen für Einzelwerke
- 2001: N. Katherine Hayles, How We Became Posthuman
- 1999: John Clute & John Grant (Hrsg.), The Encyclopedia of Fantasy
- 1996: Edward James, Science Fiction in the Twentieth Century
- 1995: Albert I. Berger, The Magic That Works: John W. Campbell and the American Response to Technology
- 1994: Roger Bozzetto, L’Obscur objet d’un savoir
- 1993: Stephen Potts, The Second Marxian Invasion: The Fiction of Arkady and Boris Strugatsky
- 1991: Donald M. Hassler, Isaac Asimov
- 1990: Karl Guthke, The Last Frontier: Imagining Other Worlds
- 1989: Charles N. Brown & William G. Contento, Science Fiction, Fantasy, & Horror: 1988
- 1988: Arthur B. Evans, Jules Verne Rediscovered
- 1987: Paul Alkon, Origins of Futuristic Fiction
- 1986: Brian W. Aldiss, David Wingrove, Trillion Year Spree
- 1985: Brian Stableford, Scientific Romance in Britain: 1890–1950 / Thomas D. Clareson, Some Kind of Paradise
- 1984: Kathryn Hume, Fantasy and Mimesis
- 1983: Colin Greenland, The Entropy Exhibition: Michael Moorcock and the British ‘New Wave’ in Science Fiction
- 1983: Mark Rose, Alien Encounters
- 1982: John Huntington, The Logic of Fantasy
- 1980: H. Bruce Franklin, Robert A. Heinlein: America as Science Fiction
- 1979: Gary K. Wolfe, The Known and the Unknown: the Iconography of Science Fiction
- 1978: John Brosnan, Future Tense: The Cinema of Science Fiction
- 1977: Paul A. Carter, The Creation of Tomorrow: Fifty Years of Magazine Science Fiction